# Manlius, Illinois
Manlius là một làng thuộc quận Bureau, tiểu bang Illinois, Hoa Kỳ. Năm 2010, dân số của làng này là 359 người.

## Dân số
Dân số qua các năm:
- Năm 2000: 355 người.
- Năm 2010: 359 người.